# 東矢口
東矢口（ひがしやぐち）は、東京都大田区の町名。現行行政地名は東矢口一丁目から東矢口三丁目。住居表示実施済区域。

## 地理
大田区の南部に位置する。北部は池上に接する。東部は概ね東急池上線の線路に接し、以東は西蒲田になる。南部から西部は概ね環八通りに接し、これを跨いで多摩川・新蒲田になる。北西端は千鳥になる。多摩堤通りが通っている。また、駅周辺に商店などが見られるほかは、主に住宅地して利用される。

### 地価
住宅地の地価は、2025年（令和7年）1月1日の公示地価によれば、東矢口1-7-19の地点で56万1000円/m2となっている。

## 世帯数と人口
2024年（令和6年）4月1日現在（東京都発表）の世帯数と人口は以下の通りである。
| 丁目         | 世帯数    | 人口     |
| ------------ | --------- | -------- |
| 東矢口一丁目 | 1,953世帯 | 3,429人  |
| 東矢口二丁目 | 2,204世帯 | 3,729人  |
| 東矢口三丁目 | 3,085世帯 | 4,995人  |
| 計           | 7,242世帯 | 12,153人 |

### 人口の変遷
国勢調査による人口の推移。
| 年                 | 人口   |
| ------------------ | ------ |
| 1995年（平成7年）  | 11,444 |
| 2000年（平成12年） | 11,323 |
| 2005年（平成17年） | 11,494 |
| 2010年（平成22年） | 11,690 |
| 2015年（平成27年） | 11,925 |
| 2020年（令和2年）  | 12,540 |

### 世帯数の変遷
国勢調査による世帯数の推移。
| 年                 | 世帯数 |
| ------------------ | ------ |
| 1995年（平成7年）  | 5,141  |
| 2000年（平成12年） | 5,393  |
| 2005年（平成17年） | 5,636  |
| 2010年（平成22年） | 6,262  |
| 2015年（平成27年） | 6,676  |
| 2020年（令和2年）  | 7,124  |

## 学区
区立小・中学校に通う場合、学区は以下の通りとなる（2023年3月時点）。
| 丁目         | 番地                                 | 小学校               | 中学校             |
| ------------ | ------------------------------------ | -------------------- | ------------------ |
| 東矢口一丁目 | 1〜4番 8番 9番の一部 10番の一部      | 大田区立徳持小学校   | 大田区立蓮沼中学校 |
| 東矢口一丁目 | 5〜7番 9番の一部 10番の一部 11〜18番 | 大田区立矢口東小学校 | 大田区立安方中学校 |
| 東矢口二丁目 | 1番 9〜12番 17番、18番 20番          | 大田区立矢口東小学校 | 大田区立安方中学校 |
| 東矢口二丁目 | 2〜8番 13〜16番 19番                 | 大田区立矢口小学校   | 大田区立安方中学校 |
| 東矢口三丁目 | 1〜26番                              | 大田区立矢口東小学校 | 大田区立安方中学校 |
| 東矢口三丁目 | 27〜31番                             | 大田区立矢口東小学校 | 大田区立御園中学校 |

## 事業所
2021年（令和3年）現在の経済センサス調査による事業所数と従業員数は以下の通りである。
| 丁目         | 事業所数  | 従業員数 |
| ------------ | --------- | -------- |
| 東矢口一丁目 | 81事業所  | 629人    |
| 東矢口二丁目 | 109事業所 | 534人    |
| 東矢口三丁目 | 136事業所 | 1,166人  |
| 計           | 326事業所 | 2,329人  |

### 事業者数の変遷
経済センサスによる事業所数の推移。
| 年                 | 事業者数 |
| ------------------ | -------- |
| 2016年（平成28年） | 338      |
| 2021年（令和3年）  | 326      |

### 従業員数の変遷
経済センサスによる従業員数の推移。
| 年                 | 従業員数 |
| ------------------ | -------- |
| 2016年（平成28年） | 2,110    |
| 2021年（令和3年）  | 2,329    |

## 交通
東端に東急池上線蓮沼駅が置かれている。また、南方の東急多摩川線矢口渡駅も利用可能である。付近を通るバス路線の利用や、東方に置かれた蒲田駅も利用できる。

## 施設
- 日本体育大学荏原高等学校 - 校庭など敷地の一部。校舎は隣接する池上にあたる。
- 大田区立安方中学校
- 大田区立矢口東小学校
- 若宮八幡神社

## その他

### 日本郵便
- 郵便番号 : 146-0094[2]（集配局 : 千鳥郵便局[15]）。